# Hellín
Hellín er en by og kommune i det sydøstlige Spanien i provinsen Albacete. Den har et indbyggertal på 30.812 (2024) indbyggere.